# Wilstorf
Wilstorf, en baix alemany Wilsdörp, és un barri del districte d'Harburg al sud de l'estat d'Hamburg a Alemanya. A la fi de 2016 tenia 1714 habitants a una superfície de 3,5 km².
El primer esment escrit data del 1202 quan el arquebisbe de Bremen va donar l'església al capítol de l'Església de Sant Miquel d'Hamburg. El 1564 Otó II d'Harburg va fer construir una presa a l'Engelbek per crear un pantà per actionar un molí, el Butenmühle. Aquest llac artificial i el parc que es va crear a l'entorn als any 1920 va esdevenir el principal lloc d'atracció del barri. Fins a l'obertura de la filatura i teixdor de jute el 1883 era un poble rural. A poc a poc es van crear colonies pel obrers. De 467 habitants el 1871 la població va créixer cap a 2379 el 1885 en només catorze anys. El 1888 l'aleshores municipi independent va fusionar amb Harburg. Sota la pressió demogràfica d'Harburg, el poble es va urbanitzar, i no queden gaire traces de les antigues masies.

## Llocs d'interès
- El parc municipal (90 ha) a l'entorn del llac del molí Butenmühle